# Dance Revolution
Dance Revolution è un programma radiofonico in onda su Radiom2o condotto da Albertino, attualmente insieme a Dj Shorty alla regia.

## Storia del programma
Nato nel 2002, storicamente in onda su Radio Deejay con la regia di Mario Fargetta e andato in onda fino al 2009 come trasmissione autonoma, per poi essere inglobato nel 2009 dalla nuova versione serale del Deejay Time. Dal 2016 il programma è stato riproposto nella sua versione iniziale.
Dal settembre 2019 il programma va in onda su radiom2o, ogni venerdì a mezzanotte.
Originariamente in onda ogni sabato sera tra le 21 e le 22, la trasmissione era interamente incentrato sulla musica house di metà-fine anni ottanta, della dance europea e della techno, esplosa nei primi anni novanta in tutto il mondo e promossa in Italia dalla stessa Radio DeeJay. Negli anni è poi diventato un programma di approfondimento sulla dance attuale, senza trascurare però la ricerca di sample del passato.
Il programma prende il nome da una collana di CD dance che uscì in edicola a frequenza settimanale come supplemento al quotidiano La Repubblica nel 2002: Dance Revolution appunto. La raccolta era curata dallo stesso Albertino e, proprio come il programma, ripercorreva la storia della musica dance.
Dalla fine 2005 vengono pubblicati tre volumi della omonima compilation in doppio cd mixati da Mario Fargetta, con il meglio della musica da club suonata nel programma.
Tra il 2009 e il 2011 il meglio di Dance Revolution è suonato nei quattro volumi delle nuove compilation Deejay Time The Party One, i primi due mixati da Mario Fargetta, mentre il terzo e il quarto volume furono mixati da Dj Shorty.
Nel 2009, con la nuova collocazione del Deejay Time nella fascia serale del weekend, dalle 22 alle 24, Dance Revolution è stato inglobato all'interno della storica trasmissione andando ad occupare l'ultima mezz'ora dedicata ai brani house del momento.
Con la sospensione del Deejay Time avvenuta nel marzo 2015, anche lo spazio dedicato a Dance Revolution è stato sospeso, per poi tornare in onda dal 15 gennaio 2016 sempre nel weekend, il venerdì e il sabato notte, per un'ora, dall'1 alle 2. Dal 21 settembre 2019 il programma torna in onda ogni sabato dalle 22 alle 23 su Radiom2o. Da gennaio 2020 il programma va in onda il venerdì notte, dalle 24 all'1 e in replica la domenica dalle 23 alle 24. Da settembre 2020 la puntata del venerdì va in onda dalle 23 alle 24. 
Tra maggio 2020 e maggio 2022 sono state pubblicate in tutti i negozi di dischi e nei digital store cinque nuove compilation con il meglio della musica da club del momento suonata da Albertino e ogni fine settimana su Radiom2o, con il mixaggio a cura di Dj Shorty.

A partire da Settembre 2023 il programma va in onda sempre su Radiom2o il venerdì e la domenica dalle 23 all'1: nella prima ora vi è la consuetudinaria presenza di Albertino al microfono, mentre la seconda ora prevede solo musica mixata.